# 島袋脩
島袋 脩（しまぶくろ おさむ、1982年6月21日 - ）は、沖縄県宮古郡多良間村出身の元プロバスケットボール選手である。。日本男子プロバスケットボールリーグbjリーグの大分ヒートデビルズに所属していた。当時のポジションはシューティングガード、スモールフォワード。

## プレイスタイル
身体能力が高く、運動量豊富でガッツ溢れるプレーが特長。

## 経歴
バスケットボールを始めたのは遅く、多良間中学校を卒業して、宮古高校に入学してから始める。(15歳の時)。

高校を卒業後は、天理大学に進学。大学時代はセンターとしてプレーしていた。センターとしては低身長ながらも、抜群の跳躍力でリバウンドをもぎ取って活躍。2004年に開催された関西学生選手権大会ではチームの準優勝に貢献し、優秀選手賞を受賞。
2005年に行われたbjリーグドラフト会議において、全体19位で大分ヒートデビルズから指名を受ける。そして11月12日の仙台89ERS戦でリーグデビュー。しかし出場時間はわずか6分だった。

2008年退団。
その後、クラブチームでプレーを続け、2012年オールジャパンでは中国地区代表のツースリーで出場をしている。